# Rata de roca laosiana
La rata de roca laosiana (Laonastes aenigmamus) és una espècie de rosegador que viu a la regió laosiana de Khammuan. L'espècie fou descrita per primera vegada en un article publicat el 2005 per Paulina Jenkins et al., que consideraren que es tractava d'un animal tan diferent dels rosegadors vivents que el classificaren dins una nova família, la dels laonàstids.
El 2006, Mary Dawson et al. posaren en dubte la classificació de la rata de roca laosiana. Dawson i els seus col·laboradors suggeriren que pertany a l'antiga família fòssil dels diatòmids, que es pensava que s'havia extingit fa onze milions d'anys, a finals del Miocè. Això significaria que és un tàxon Llàtzer.